# Alison Becker

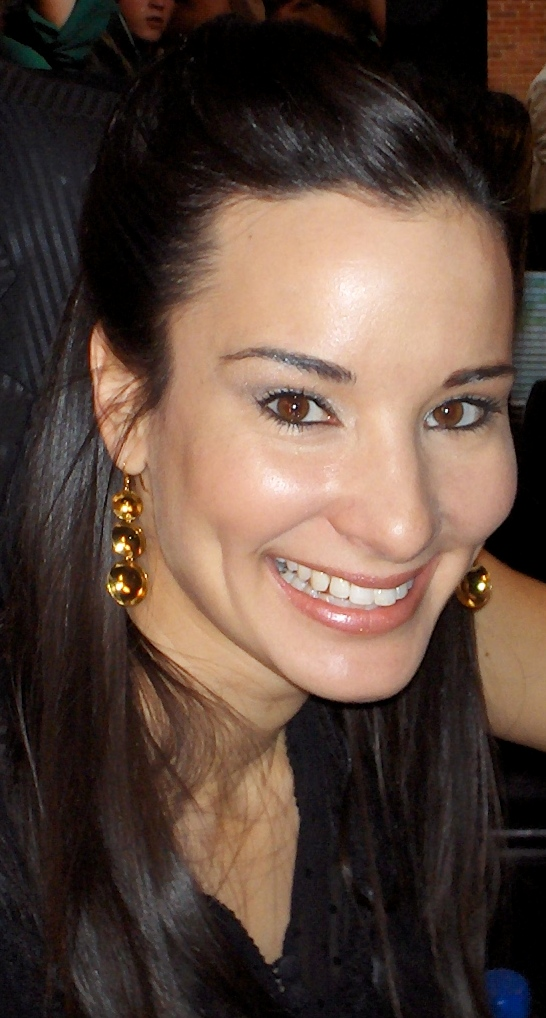
Alison Becker (2006)

Alison Helene Becker (* 8. März 1977 in Allamuchy Township, New Jersey) ist eine US-amerikanische Schauspielerin.

## Leben
Alison Becker studierte an der Georgetown University, wo sie 1999 mit Cum Laude ihren Abschluss in Englisch machte. Anschließend zog sie nach New York City, um sich auf ihre Schauspielkarriere zu konzentrieren. Ihr Leinwanddebüt gab sie in der 2003 erschienenen und von Jonathan Appel inszenierten Independentkomödie Pushing Tom an der Seite von Ian Roberts, Rob Riggle und Adam McKay.

## Filmografie (Auswahl)
Filme
- 2003: Pushing Tom
- 2004: Four Dead Batteries
- 2006: Double Down
- 2010: Die etwas anderen Cops (The Other Guys)
- 2011: The Bungalow
- 2014: Die Hochzeit meiner besten Freundin (The Wedding Pact)
- 2015: Spare Change

Serien
- 2006: Law & Order: Special Victims Unit (eine Folge)
- 2007–2008: Criminal Intent – Verbrechen im Visier (Law & Order: Criminal Intent, zwei Folgen)
- 2007–2008: Human Giant (vier Folgen)
- 2008–2010: Mayne Street (30 Folgen)
- 2009–2015: Parks and Recreation (14 Folgen)
- 2010: Rules of Engagement (eine Folge)
- 2011: Californication (eine Folge)
- 2014: New Girl (eine Folge)
- 2017: Lass es, Larry! (Curb Your Enthusiasm, eine Folge)
- 2017: Lucifer (eine Folge)